# Zornia thymifolia
Zornia thymifolia är en ärtväxtart som beskrevs av Carl Sigismund Kunth. Zornia thymifolia ingår i släktet Zornia och familjen ärtväxter. Inga underarter finns listade i Catalogue of Life.